# ムラサキヤシオツツジ
ムラサキヤシオツツジ（紫八汐躑躅、学名: Rhododendron albrechtii）はツツジ科ツツジ属の落葉低木。山地から亜高山帯にかけて生える。別名、ミヤマツツジ、ムラサキヤシオ（紫八汐）。鮮やかな濃紅紫色の花色が知られる。

## 分布と生育環境
北海道、本州の東北地方および中部地方の日本海側に分布し、山地から亜高山の林縁や疎林内などに生育する。低山にも生育することがある。葉がまだ小さいうちに濃い紅色の花が咲くため、早春の山でよく目立つ。庭園でもよく植栽されたものが見られる。

## 特徴
高さは1 - 2メートル (m) になり、若い枝には淡褐色の長毛と長い腺毛がやや密に生え、のちに落ち無毛となる。樹皮は茶褐色から赤褐色をしている。若木では樹皮に浅い縦溝があるが滑らかで、生長するに従い薄くはがれるようになる。
葉は互生し、枝先に集まってつき、葉柄は長さ1 - 3ミリメートル (mm) になり、淡褐色の長毛が密生する。葉身は長さ4 - 11センチメートル (cm) 、幅3 - 6 cmになり、倒卵形または楕円形で、先はとがり先端に腺状突起があり、基部はくさび形で葉柄に流れる。葉の表面には微毛が生え、裏面の葉脈の下部に開出する白毛がやや密生する。
花期は4 - 6月。葉の展開と同時か先に開花し、枝先の1個の花芽に1 - 4個の花をつける。花柄は長さ5 - 15 mmになり、長毛と腺毛が密生する。花冠は鮮紅紫色で、径4 cmの広漏斗形で5深裂し、花冠の上側内面に濃色の斑点がある。雄蘂は10本で、うち上部の5本は短く、花糸に白色の短毛が生え、下部の5本は長く花冠の外側に伸び、無毛。花柱は無毛で子房には腺毛が密生する。果実は蒴果で長さ8 - 10 mmの長卵形になる。
冬芽は、枝先の頂芽の花芽は長さ8 - 10 mmの卵形で先端がとがり、葉芽は花芽よりもやや細くて小さい。側芽は頂芽よりもずっと小さい。
- 上側の5本の雄蕊は短く、下側の5本は長い。
- つぼみ
- 吸蜜するモンキチョウ

## 下位分類
- シロバナムラサキヤシオツツジ Rhododendron albrechtii Maxim. f. albiflorum T.Yamaz.
- ウラゲムラサキヤシオツツジ Rhododendron albrechtii Maxim. f. canescens Sugim.